# Rue Marc-Antoine-Charpentier
La rue Marc-Antoine-Charpentier est une voie du 13e arrondissement de Paris, en France.

## Situation et accès
La rue Marc-Antoine-Charpentier est une voie publique située dans le 13e arrondissement de Paris. Elle débute au 26, rue de Patay et se termine au 5, rue Eugène-Oudiné.

## Origine du nom

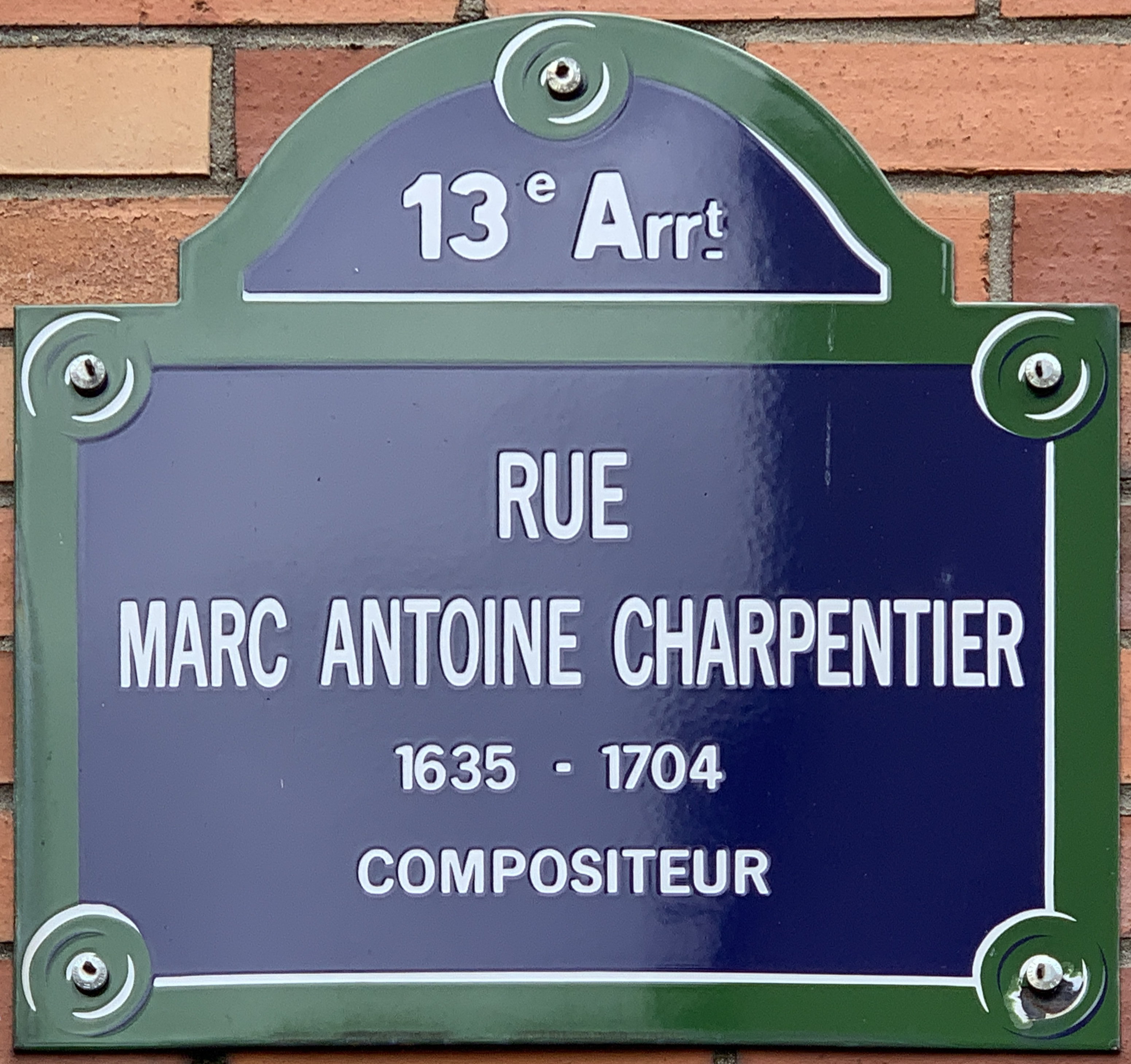
Plaque de la rue.

Elle porte le nom du compositeur français Marc-Antoine Charpentier (1643-1704).

## Historique
La voie est créée sous le nom provisoire de « voie BA/13 » et prend sa dénomination actuelle le 2 février 1987.